# Neptis cymela
Neptis cymela är en fjärilsart som beskrevs av Felder 1863. Neptis cymela ingår i släktet Neptis och familjen praktfjärilar. Inga underarter finns listade i Catalogue of Life.